# تامپکینسویل (کنتاکی)
تامپکینسویل (به انگلیسی: Tompkinsville) شهری در ایالت کنتاکی کشور ایالات متحده آمریکا است که جمعیت آن در سرشماری سال ۲۰۱۰ میلادی، ۲٬۴۰۲ نفر بوده‌است.